# Dasypecus heteroneurus
Dasypecus heteroneurus là một loài ruồi trong họ Asilidae. Dasypecus heteroneurus được Philippi miêu tả năm 1865. Loài này phân bố ở vùng Tân nhiệt đới.